# Вулиця Конотопської битви (Суми)
Вулиця Конотопської битви — вулиця у місті Суми.

## Історія
За радянських часів називалася Артема. Названа на честь Конотопської битви у рамках декомунізації у 2016 році.